# Погост (Вологодская область)
Погост — деревня в Тотемском районе Вологодской области.
Входит в состав Погореловского сельского поселения, с точки зрения административно-территориального деления — в Погореловский сельсовет.
Расположена при впадении реки Вопра в Тиксну. Расстояние по автодороге до районного центра Тотьмы — 60,8 км, до центра муниципального образования деревни Погорелово — 0,8 км. Ближайшие населённые пункты — Горбенцово, Ивакино, Погорелово.
По переписи 2002 года население — 104 человека (56 мужчин, 48 женщин). Преобладающая национальность — русские (90 %).
В деревне расположены памятники архитектуры церковь Воскресения Христова, церковь Преображения, приходская школа, амбар.